# Les Béquilles (film)
 (juillet 2025).
Pour les articles homonymes, voir Les Béquilles.
Pour plus de détails, voir Fiche technique et Distribution.
Les Béquilles est un film muet français réalisé par Léonce Perret, sorti en 1911.

## Fiche technique
- Titre : Les Béquilles
- Réalisation : Léonce Perret
- Scénario :  Léonce Perret
- Photographie : Georges Specht
- Société de production : Société des Etablissements L. Gaumont
- Pays d'origine :  France
- Format : Noir et blanc — 35 mm — 1,33:1 — Muet
- Genre :
- Métrage : 262 mètres
- Durée : 12 minutes
- Dates de sortie :
  -  France : 27 octobre 1911

## Distribution
- André Luguet : l'acteur
- Yvette Andréyor : la jeune fille
- Léonce Perret : le directeur